# Cerredo (Degaña)
Cerredo (Zarréu en asturiano y oficialmente) es una parroquia, una parroquia rural y una población del concejo de Degaña, en el Principado de Asturias.
La actividad económica principal es la minería, ya que la empresa Coto Minero Cantábrico (antes Hullas del Coto Cortés), tiene dos explotaciones, una subterránea y otra a cielo abierto, dentro de los límites de la parroquia.
La parroquia tiene una población de 858 habitantes (INE 2008), siendo la villa de Cerredo el único núcleo habitado. A la parroquia también pertenece el lugar de la Prohida que cuenta actualmente con 1 habitante.

## Entidades de población
- Cerredo (Zarréu, villa)
- La Prohida (La Pruída, lugar)

## Parroquia rural
La parroquia rural de Cerredo se creó el 5 de febrero de 1989, mediante el Decreto 15/89 de la Consejería de Interior y Administración Territorial del Principado de Asturias. 
La creación se realizó mediante transformación de la anterior Entidad Local Menor de Cerredo, conforme a la Disposición Transitoria Primera de la ley 11/86 del Principado de Asturias, manteniéndose el ámbito territorial.

### Órganos de gobierno y administración
Los órganos de gobierno y administración de la Parroquia Rural de Cerredo son la Junta de la Parroquia y el presidente. La Junta de la Parroquia está formada por dos vecinos de la misma designados coforme a los resultados de las elecciones locales. Y el presidente de la parroquia es elegido mediante sufragio universal, directo y secreto de los vecinos, en una elección simultánea a las locales. En las elecciones de 2007 resultó elegido César Ancares por el Partido Socialista Obrero Español.
Además, un vecino elegido por la Junta Vecinal ejerce de secretario de la parroquia.

### Propiedades
La Parroquia Rural de Cerredo posee el monte de utilidad pública denominado Navariegos, Bustatán y Los Collados

## Fiestas y ferias
- 16 de agosto - Fiesta de San Roque en Cerredo
- 8 de septiembre - Fiesta de Covadonga en Cerredo
- 4 de diciembre - Fiesta de Santa Bárbara en Cerredo
- Fiesta de La Collada: Se celebra el segundo fin de semana de junio. Consiste en una feria ganadera que se celebra en la zona fronteriza con León, el puerto conocido como La Collada.